# Künstlerhaus Hooksiel

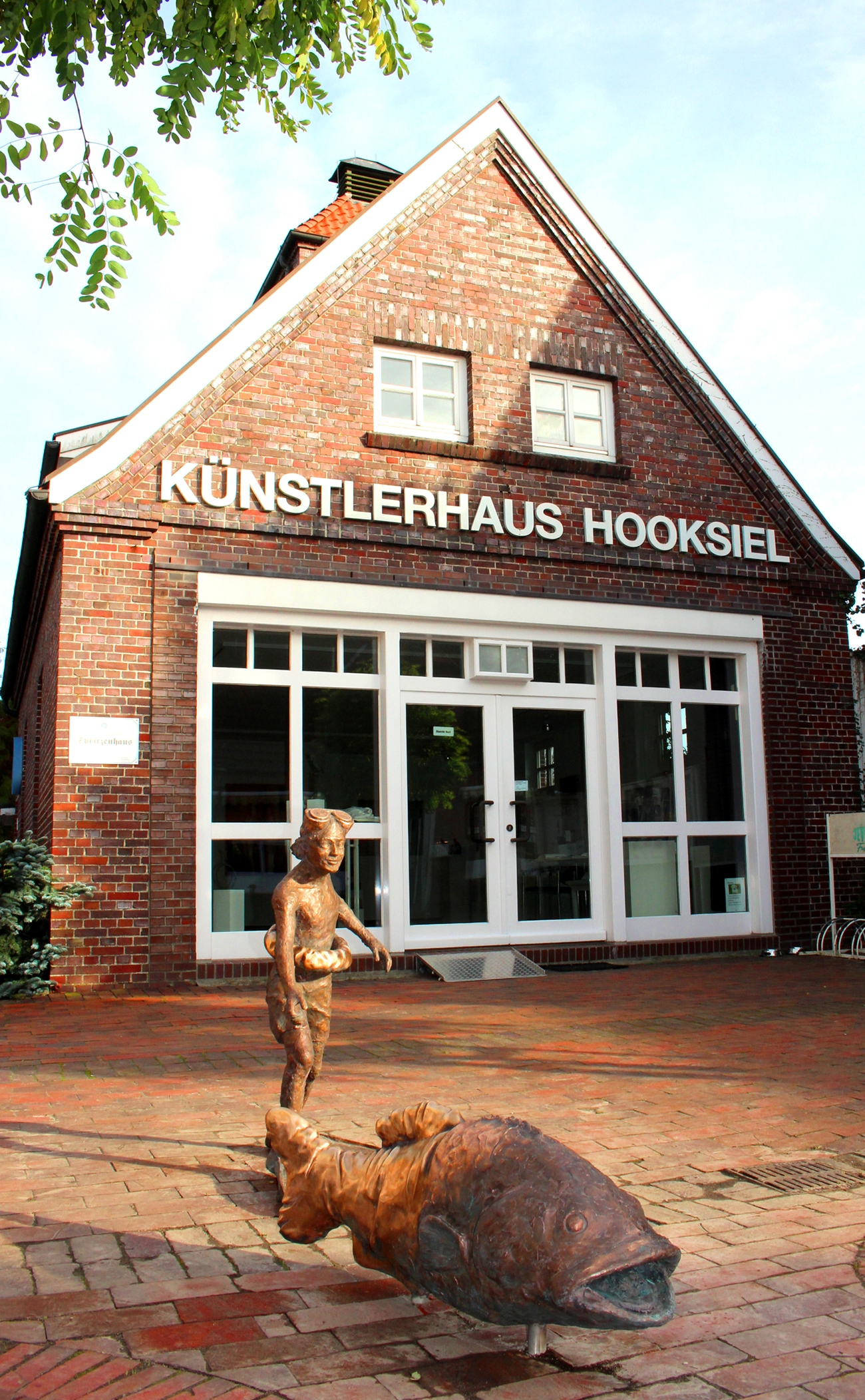
Künstlerhaus Hooksiel

Das Künstlerhaus Hooksiel in Hooksiel ist eine Einrichtung der Gemeinde Wangerland im Landkreis Friesland zur Förderung bildender Künstler.

## Tätigkeit
Das Künstlerhaus Hooksiel besteht seit 1986 und lädt Künstler zum Arbeiten, Ausstellen und Wohnen ein. Es gibt ein vielseitiges künstlerisches Jahresprogramm, das neben Ausstellungen auch Vorträge, Meisterkurse, Exkursionen, Workshops und Werkstattgespräche anbietet. Die Tätigkeit der Einrichtung wird von den Bürgern der Gemeinde Wangerland mit starkem Interesse begleitet. Das Künstlerhaus hat sich weit über den regionalen Bereich einen Namen gemacht. Im Jahr 2011 musste das Künstlerhaus aus finanziellen Gründen räumlich eingeschränkt werden.  Das Haus mit dem Zwiebelturm musste weitgehend an das Muschelmuseum abgetreten werden, so dass dort nur noch das Archiv und die Druckwerkstatt des Künstlerhauses untergebracht sind. Der Ausstellungsraum und die Wohnung für Stipendiaten befinden sich wie bisher im ehemaligen Feuerwehrhaus.

## Förderverein

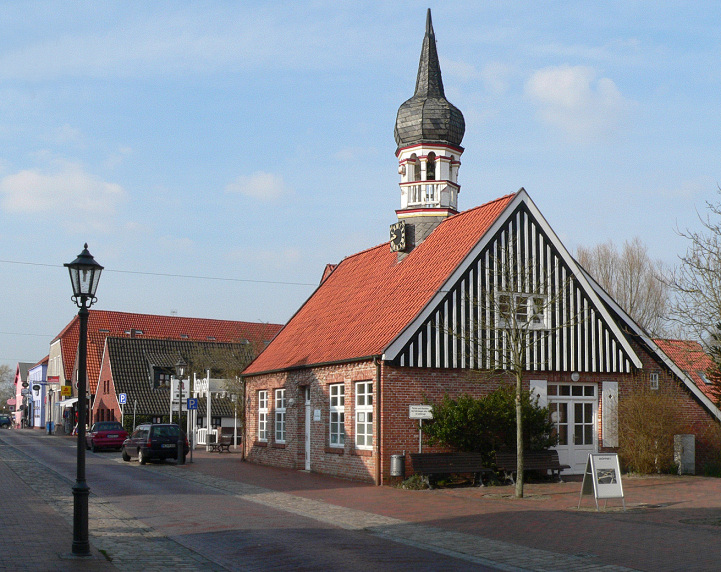
Früherer Standort des Künstlerhauses im früheren Rathaus mit Zwiebelturm

Zur Unterstützung des Künstlerhauses war der 1992 gegründete Förderverein Künstlerhaus Hooksiel e. V. angegliedert, der sich im Jahre 2011 im Zuge der Neuorientierung des Künstlerhauses Hooksiel auflöste. Ihm gehörten etwa 200 Mitglieder an. Der Förderverein fühlte sich den Idealen und der Tradition der Kunstvereine in Deutschland verpflichtet. Das Land Niedersachsen gewährte seit dem Jahre 2000 für die Ausstellungen der Stipendiaten geringe Zuschüsse. Seit 2016 unterstützt der „Förderverein Kunst- und Erlebnispfad Hooksiel e.V.“ das Künstlerhaus Hooksiel finanziell und ideell.

## Bekannte Stipendiaten
- Matthias Brandes, Malerei (1988)
- Günter Frecksmeier (1990)
- Bernhard Lehmann, Farbradierung (1991)
- Ralf Tekaat, Zeichnung (2000)
- Jürgen Paas, Malerei/Installation (2005)
- Jost Wischnewski, Fotografie (2007)
- Gero Troike, Malerei (2016)
- Christin Lutze, Malerei, Räume und Strukturen (2022)